# Bonux
Bonux (initialement Bonus) est une marque commerciale de lessive créée en France en 1958 par le groupe américain Procter and Gamble.
La marque devient rapidement emblématique grâce à sa poudre et une innovation marketing majeure : la présence d'un cadeau, un gadget ou un petit jouet, à l'intérieur du paquet. À tel point que l'expression « cadeau Bonux » est entrée dans le langage populaire français. À sa création, la marque s'appelle « Bonus » ; elle deviendra « Bonux » en 1960.

## Historique
Dès ses premiers pas dans le rayon des lessives, Bonux se fait connaître sous la forme d'une lessive en poudre et le fameux cadeau, un petit objet enfoui dans la poudre. La marque, créée en 1958 au moment d'une période historique de croissance de la consommation, a également profité du développement de la plasturgie à partir des années 1960, qui a permis de fabriquer des petits objets en grand nombre.
La lessive faisait alors l'objet de peu de publicité, la présence du cadeau suffisant à provoquer l'acte d'achat des consommateurs. À peine rapportée à la maison, les enfants se dépêchaient d'ouvrir le paquet de lessive et d'y dénicher le cadeau tant attendu. Celui-ci pouvait être un jouet (voiture miniature, jeu de cartes, figurine…) ou un objet utilitaire (sifflet à roulette, dé à coudre, mètre de couturière, couteau à beurre…). Historiquement, le premier cadeau Bonux était un petit train en plastique. La lessive Bonux s'est ensuite diversifiée pour devenir une gamme complète sous différents formats : lessive liquide, lessive spéciale pour le lavage à la main, etc.
Une série de bande dessinée publicitaire en cinq épisodes a été réalisée par Jijé (Joseph Gillain) sous les pseudonymes de « Benoîst » et « Benoît », dans laquelle un jeune garçon, appelé « Bonus Boy » puis « Bonux-Boy », montre tout ce qu'on peut faire avec les cadeaux Bonux. Un journal publicitaire, appelé aussi Bonux Boy, a été publié de 1960 à 1961.
Au début des années 1990, le cadeau Bonux disparaît, pour réapparaître dix ans après, dans les années 2000.
En 2018, Bonux est reprise par la société allemande Dalli, spécialisée dans la création et la commercialisation des marques de distributeurs (MDD). Dalli commercialise aujourd'hui la marque uniquement en Belgique, car en 2022, l'entreprise française Héritage, spécialiste des marques authentiques reprend Bonux. Le retour de Bonux et de ses cadeaux iconiques sont prévus dès mars 2023. Bonux est de retour dans les rayons en avril 2023, 2 formats sont disponibles : poudre senteur original, la version liquide est elle disponible en senteur original et Fraicheur, les cadeaux se veulent écologique, en 2024 une nouvelle version liquide senteur : les 3 savons ( savon de marseille, savon noir, huile de pin) vient compléter la gamme, une version capsule (20 lavages) est également prévue, elle a été vendue brièvement dans une grande enseigne avant un déploiement progressif. 2025 voit le retour également  du format lessive à la main .

## Publicité
A partir de 1996, la restauratrice Maïté fait la promotion de la marque avec une réplique devenue culte : « Il n'y a pas écrit « bécasse » ici ».